# Рибулоза
Рибулоза, эритро-пентулоза — моносахарид, относящийся к группе пентоз (кетопентоз).

D-рибулоза

## Биохимия рибулозы
Сложные эфиры рибулозы и фосфорной кислоты — рибулозо-5-фосфат и рибулозо-1,5-дифосфат участвуют в важных процессах обмена веществ; распаде углеводов (пентозофосфатный цикл), а также их образовании в зелёных растениях при фотосинтезе.

## Получение
Рибулозу можно получить действием щёлочи на арабинозу или из формальдегида в присутствии CaCO3.